# Seznam olympijských medailistek ve skocích na trampolíně

## Ženy
| Rok      | Zlato                                 | Stříbro                                                          | Bronz                                |
| -------- | ------------------------------------- | ---------------------------------------------------------------- | ------------------------------------ |
| LOH 2000 | Irina Karavajevová · Rusko (RUS)      | Oksana Cyhulevová · Ukrajina (UKR)                               | Karen Cockburnová · Kanada (CAN)     |
| LOH 2004 | Anna Dogonadzeová · Německo (GER)     | Karen Cockburnová · Kanada (CAN)                                 | Chuang Šan-šan · Čína (CHN)          |
| LOH 2008 | Che Wen-na · Čína (CHN)               | Karen Cockburnová · Kanada (CAN)                                 | Jekatěrina Chilko · Uzbekistán (UZB) |
| LOH 2012 | Rosannagh MacLennanová · Kanada (CAN) | Shanshan Huang · Čína (CHN)                                      | Che Wen-na · Čína (CHN)              |
| LOH 2016 | Rosannagh MacLennanová · Kanada (CAN) | Bryony Page · Velká Británie (GBR)                               | Li Dan · Čína (CHN)                  |
| LOH 2020 | Ču Süe-jing · Čína (CHN)              | Liu Lingling · Čína (CHN)                                        | Bryony Page · Velká Británie (GBR)   |
| LOH 2024 | Bryony Page · Velká Británie (GBR)    | Viyaleta Bardzilouskaya · Individuální neutrální sportovci (AIN) | Sophiane Méthot · Kanada (CAN)       |

## Medailové pořadí zemí
| Pořadí             | Země                 | Zlato | Stříbro | Bronz | Celkem |
| ------------------ | -------------------- | ----- | ------- | ----- | ------ |
| 1.                 | Čína (CHN)           | 2     | 2       | 3     | 7      |
| 2.                 | Kanada (CAN)         | 2     | 2       | 1     | 5      |
| 3.                 | Německo (GER)        | 1     | 0       | 0     | 1      |
| 4.                 | Rusko (RUS)          | 1     | 0       | 0     | 1      |
| 5.                 | Velká Británie (GBR) | 0     | 1       | 1     | 2      |
| 6.                 | Ukrajina (UKR)       | 0     | 1       | 0     | 1      |
| 7.                 | Uzbekistán (UZB)     | 0     | 0       | 1     | 1      |
| Celkem po LOH 2020 | Celkem po LOH 2020   | 6     | 6       | 6     | 18     |